# Импортируемая инфляция
Импортируемая инфляция — инфляция, которая возникает в связи с повышением импортных цен и значительным притоком в страну иностранной валюты.

## Описание
Импортируемая инфляция оказывает влияние на курс национальной валюты страны по отношению к иностранным валютам. Она влияет на темп роста цен. В наше время в России импортируемая инфляция увеличилась из-за повышения мировых цен на нефтепродукты. Мировые цены оказали влияние на образование цены в связи с тем, что были повышены издержки производства. Импортные товары составляют до половины потребительского рынка, цены на них выше, чем должны быть, что усиливает темп инфляции. Увеличение иностранных инвестиций приводит к увеличению денежного предложения. Снижение курса доллара США и укрепление курса евро на мировом валютном рынке повлияло на динамику курса рубля. Это оказало воздействие на образование цен внутри страны.
Импорт инфляции в Россию происходит в основном из США. Этот процесс стал активно развиваться после окончания Второй мировой войны, когда у доллара появился официальный статус резервной валюты в соответствии с принципами Бреттон-Вудской валютной системы. Доллар США используется как резервное и международное платежное средство. Во всех странах сосредоточены большие долларовые активы, даже частные накопления делают в долларах и евро.
В России при росте мировых цен на экспортируемую нефть, становятся выше цены на бензин и разную продукцию нефтяной отрасли.
В начале XXI века Россия оказалась на первом месте в мире по величине импортируемой инфляции, опередив такие страны, как Мексика, Венесуэла и Турция. В 2002 году на первом месте оказалась Аргентина.
Среди макроэкономических последствий импортируемой инфляции: стойкий дефицит накопления, деиндустриализация, дестабилизация воспроизводства промышленного капитала.
К факторам, которые влияют на механизмы импортируемой инфляции, можно отнести изменение размера внешнеторговых квот, удорожание на мировых рынках торгуемых товаров, изменение ставок таможенных пошлин. Эти факторы оказывают влияние на повышение цен на импортируемую продукцию и рост цен на экспортируемую продукцию.
С 2006 года наметились тенденции к снижению масштабов импортируемой инфляции в России.